# ホパン地区
ホパン地区はミャンマーのシャン州の地区。

## 歴史
ホパン地区には、かつてマットマン、ナンファン、パンサンの町も含まれていた。 